# Universal Animation Studios
Universal Animation Studios (anteriormente conocido como Universal Cartoon Studios) es un estudio de animación estadounidense y una división de Universal Pictures, una subsidiaria de NBCUniversal, que es propiedad de Comcast. Ha producido secuelas directas a video de largometrajes lanzados por Universal como The Land Before Time, An American Tail, Balto, etc., así como otras películas y series de televisión.
La producción de animación real se realiza en el extranjero, generalmente por Wang Film Productions o Rough Draft Studioss, mientras que la preproducción y la postproducción se realizan en los Estados Unidos.
Las divisiones de animación televisiva de Universal y DreamWorks se fusionaron en agosto de 2016 después de que Universal completara la adquisición de DreamWorks Animation.

## Historia
Universal Animation Studios se estableció en 1990 como Universal Cartoon Studios, la división de animación de MCA Inc. Su trabajo debut fue Volver al Futuro: la serie animada , que se anunció el 22 de marzo de 1991 y se estrenó en CBS el 14 de septiembre del mismo año.
En 2006, Universal Cartoon Studios pasó a llamarse Universal Animation Studios.

## Franquicia
| Título                  | Fecha de lanzamiento | Películas | Números de temporada de las series |
| ----------------------- | -------------------- | --------- | ---------------------------------- |
| Woody Woodpecker        | 19991–presente       | 1         | 4                                  |
| Charlotte's Web         | 1973–2003            | 2         | 0                                  |
| An American Tail        | 1986–1999            | 4         | 1                                  |
| The Land Before Time    | 1988–2016            | 14        | 2                                  |
| Balto                   | 1995–2004            | 3         | 0                                  |
| Alvin and the Chipmunks | 1999–2000            | 2         | 0                                  |
| Curious George          | 2006–presente        | 5         | 13                                 |

1: La fecha refleja la primera aparición de Woody Woodpecker en una producción de Universal Animation Studio en lugar de la fecha en que el personaje fue creado originalmente en 1940 por Walter Lantz.

## Filmografía

### Películas teatrales
| # | Título               | fecha de lanzamiento  | Coproducción con             |
| - | -------------------- | --------------------- | ---------------------------- |
| 1 | Curious George       | 10 de febrero de 2006 | Imagine Entertainment        |
| 2 | Woody Woodpecker (R) | 5 de octubre de 2017  | Universal 1440 Entertainment |

R: No fue estrenada en los cines de Estados Unidos.

### Películas para video casero
| #                                | Título                                                               | Fecha de lanzamiento           | Coproducción con                                                                        |                                |
| como Universal Cartoon Studios   | como Universal Cartoon Studios                                       | como Universal Cartoon Studios | como Universal Cartoon Studios                                                          | como Universal Cartoon Studios |
| -------------------------------- | -------------------------------------------------------------------- | ------------------------------ | --------------------------------------------------------------------------------------- | ------------------------------ |
| 1                                | The Land Before Time II: The Great Valley Adventure                  | 12 de diciembre de 1994        | N/A                                                                                     |                                |
| 2                                | The Land Before Time III: The Time of the Great Giving               | 12 de diciembre de 1995        | N/A                                                                                     |                                |
| 3                                | The Land Before Time IV: Journey Through the Mists                   | 12 de octubre de 1996          | N/A                                                                                     |                                |
| 4                                | The Land Before Time V: The Mysterious Island                        | 9 de diciembre de 1997         | N/A                                                                                     |                                |
| 5                                | Hercules and Xena – The Animated Movie: The Battle for Mount Olympus | 6 de enero de 1998             | Renaissance Pictures                                                                    |                                |
| 6                                | The Land Before Time VI: The Secret of Saurus Rock                   | 1 de diciembre de 1998         | N/A                                                                                     |                                |
| 7                                | Alvin and the Chipmunks Meet Frankenstein                            | 28 de septiembre de 1999       | Bagdasarian Productions                                                                 |                                |
| 8                                | An American Tail: The Treasure of Manhattan Island                   | 15 de febrero de 2000          | N/A                                                                                     |                                |
| 9                                | An American Tail: The Mystery of the Night Monster                   | 25 de julio de 2000            | N/A                                                                                     |                                |
| 10                               | Alvin and the Chipmunks Meet the Wolfman                             | 29 de agosto de 2000           | Bagdasarian Productions                                                                 |                                |
| 11                               | The Land Before Time VII: The Stone of Cold Fire                     | 5 de diciembre de 2000         | N/A                                                                                     |                                |
| 12                               | The Land Before Time VIII: The Big Freeze                            | 4 de diciembre de 2001         | N/A                                                                                     |                                |
| 13                               | Balto II: Wolf Quest                                                 | 19 de febrero de 2002          | N/A                                                                                     |                                |
| 14                               | The Land Before Time IX: Journey to Big Water                        | 10 de diciembre de 2002        | N/A                                                                                     |                                |
| 15                               | Charlotte's Web 2: Wilbur's Great Adventure                          | 18 de marzo de 2003            | Paramount Pictures Nickelodeon Animation Studio                                         |                                |
| 16                               | The Land Before Time X: The Great Longneck Migration                 | 2 de diciembre de 2003         | N/A                                                                                     |                                |
| 17                               | Van Helsing: The London Assignment                                   | 11 de mayo de 2004             | N/A                                                                                     |                                |
| 18                               | The Chronicles of Riddick: Dark Fury(A)                              | 15 de junio de2004             | N/A                                                                                     |                                |
| 19                               | Balto III: Wings of Change                                           | 30 de septiembre de 2004       | N/A                                                                                     |                                |
| 20                               | The Land Before Time XI: Invasion of the Tinysauruses                | 11 de enero de 2005            | N/A                                                                                     |                                |
| 21                               | The Adventures of Brer Rabbit                                        | 21 de marzo de 2006            | N/A                                                                                     |                                |
| como Universal Animation Studios |                                                                      |                                |                                                                                         |                                |
| 22                               | The Land Before Time XII: The Great Day of the Flyers                | 27 de febrero de 2007          | N/A                                                                                     |                                |
| 23                               | The Land Before Time XIII: The Wisdom of Friends                     | 27 de noviembre de 2007        | N/A                                                                                     |                                |
| 24                               | Curious George 2: Follow That Monkey! (R)                            | 10 de julio de 2009            | Imagine Entertainment                                                                   |                                |
| 25                               | The Little Engine That Could                                         | 22 de marzo de 2011            | Crest Animation Productions                                                             |                                |
| 26                               | Curious George 3: Back to the Jungle                                 | 23 de junio de 2015            | Imagine Entertainment, Universal 1440 Entertainment                                     |                                |
| 27                               | The Land Before Time: Journey of the Brave                           | 2 de febrero de 2016           | Universal 1440 Entertainment                                                            |                                |
| 28                               | Mariah Carey's All I Want for Christmas Is You                       | 14 de noviembre de 2017        | Universal 1440 Entertainment, Splash Entertainment, Telegael y Magic Carpet Productions |                                |
| 29                               | Curious George: Royal Monkey                                         | 10 de septiembre de 2019       | Imagine Entertainment, Universal 1440 Entertainment                                     |                                |
| 30                               | Curious George: Go West, Go Wild (P)                                 | 8 de septiembre de 2020        | Imagine Entertainment, Universal 1440 Entertainment                                     |                                |
| 31                               | Curious George: Cape Ahoy(P)                                         | 30 de septiembre de 2021       | Imagine Entertainment, Universal 1440 Entertainment                                     |                                |

A: Producción para un público adulto
P: Realizado para Peacock.

### Series de televisión
| #  | Título                                  | Creador(s) / desarrollador(as)                    | Fecha de emisión original | Canal                                        | Coproducción entre |
| -- | --------------------------------------- | ------------------------------------------------- | ------------------------- | -------------------------------------------- | --- |
| 1  | Back to the Future: The Animated Series | Robert Zemeckis Bob Gale                          | 1991–1992                 | CBS                                          | Amblin Television Zaloom/Mayfield Productions BIG Pictures                                                               |
| 2  | Shelley Duvall's Bedtime Stories        | Shelley Duvall                                    | 1992–1993                 | Showtime                                     | Think Entertainment |
| 3  | Fievel's American Tails                 | David Kirschner                                   | 1992                      | CBS                                          | Amblin Television Nelvana                                                                                                |
| 4  | Exosquad                                | Jeff Segal                                        | 1993–1994                 | Syndication                                  | N/A |
| 5  | Problem Child                           | Scott Alexander Larry Karaszewski                 | 1993–1994                 | USA Network                                  | Imagine Entertainment D'Ocon Films Productions (temporada 1) Lacewood Productions (temporada 2)                          |
| 6  | Monster Force                           |                                                   | 1994                      | Sindicación                                  | Lacewood Productions |
| 7  | Beethoven                               |                                                   | 1994–1995                 | CBS                                          | Northern Lights Entertainment                                                                                            |
| 8  | Earthworm Jim                           | Doug TenNapel                                     | 1995–1996                 | Kids' WB                                     | Shiny Entertainment |
| 9  | The Savage Dragon                       |                                                   | 1995–1996                 | USA Network                                  | Lacewood Productions (temporada 1) Studio B Productions (temporada 2) P3 Entertainment USA Studios                       |
| 10 | Casper                                  | Sherri Stoner Deanna Oliver                       | 1996–1998                 | Fox Kids                                     | Amblin Television |
| 11 | Wing Commander Academy                  | Universal Cartoon Studios                         | 1996                      | USA Network                                  | N/A |
| 12 | Vor-Tech: Undercover Conversion Squad   | Universal Cartoon Studios                         | 1996                      | Sindicación                                  | N/A |
| 13 | The New Woody Woodpecker Show           |                                                   | 1999–2002                 | Fox Kids                                     | N/A |
| 14 | The Mummy: The Animated Series          | Thomas Pugsley Greg Klein                         | 2001–2003                 | Kids' WB                                     | Studios USA Television (temporada 1) The Sommers Company                                                                 |
| 15 | Curious George                          | Margret Rey H. A. Rey Alan J. Shalleck Joe Fallon | 2006–presente             | PBS Kids (2006–2015) Peacock (2020–presente) | Imagine Entertainment (temporadas 1–9) WGBH Boston (temporada 1–12) Universal 1440 Entertainment (temporada 10–presente) |
| 16 | The Land Before Time                    | Ford Riley                                        | 2007–2008                 | Cartoon Network                              | Amblin Television |
| 17 | Woody Woodpecker                        |                                                   | 2018–2020                 | YouTube                                      | Universal 1440 Entertainment Splash Entertainment                                                                        |

### Largometrajes
- Fractured Fairy Tales: The Phox, the Box, & the Lox (1999)

### Especiales de televisión
- A Wish for Wings That Work (1991)
- Curious George: A Very Monkey Christmas (2009)
- How Murray Saved Christmas (2014)
- 5 More Sleeps 'Til Christmas (2021)

### Series animadas en servicio de animación
- 63rd Academy Awards (1991) - animación para Woody Woodpecker presentado para la  Best Animated Short Film[14]
- Kids WB! promos - Earthworm Jim segmentos.
- The Amazing Adventures of Spider-Man (1999) - tradición internacionales del personaje[15]
- Dudley-Do Right’s RipSaw Falls (1999) - tradicional en video casero